# Herbert Hagen
 (23 septembre 2017).
Motif : rédaction
 (septembre 2017).
Si vous disposez d'ouvrages ou d'articles de référence ou si vous connaissez des sites web de qualité traitant du thème abordé ici, merci de compléter l'article en donnant les références utiles à sa vérifiabilité et en les liant à la section « Notes et références ».
Pour les articles homonymes, voir Herbert et Hagen.
Herbert Hagen est un policier allemand, membre de la SS, né le 20 septembre 1913 à Neumünster et mort le 7 août 1999 à Rüthen.
Affecté au RSHA, plus spécifiquement au SD en français : « Service de la sécurité », il atteint le grade de SS-Sturmbannführer et passe une grande partie de la Seconde Guerre mondiale en France. Après guerre, après avoir été interné pendant environ un an dans des camps de prisonniers, il vit en Allemagne, d’abord sans être inquiété. Mais en 1980, il est condamné par un tribunal allemand à 12 ans de prison et reste incarcéré 5 ans.

## Débuts
À 23 ans, en 1936, il entre au SD (Service de sécurité) (faisant partie du RSHA au sein de la SS) où il est parrainé par le professeur Franz Six, idéologue du parti nazi.
Un an après, il est nommé chef de sa la section antijuive. À 24 ans, il est l'un des plus jeunes chefs de service du RSHA.

## Rencontre avec Eichmann

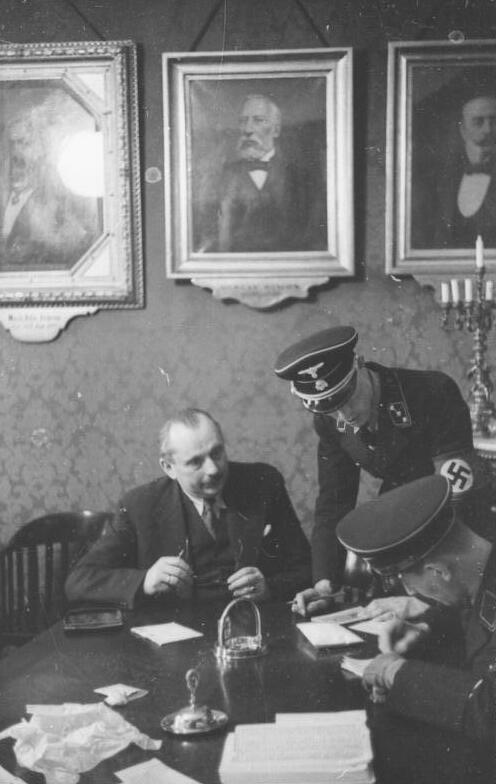
Lors d'une rafle dans la communauté juive de Vienne en mars 1938, dès l'annexion de l’Autriche réalisée, de gauche à droite, Josef Löwenherz, Herbert Hagen (debout), Adolf Eichmann.

Il y rencontrera Adolf Eichmann et ensemble feront un voyage en Palestine. Ils quittent Berlin le 4 septembre 1937 et arrivent à Haïfa le 3 octobre. De là ils prennent la direction de Tel Aviv où un agent de la Haganah les attend. Feivel Polkes, des forces armées des colons juifs de Palestine, sonde les deux SS. Ceux-ci veulent utiliser les sionistes pour asseoir leur puissance au Proche-Orient. Mais Polkes est méfiant, et les mettra sur de fausses pistes[réf. nécessaire].
En 1938 la Haganah rompt tous les contacts avec le Reich.
De retour en Allemagne, Hagen parcourt le pays pour prêcher sa bonne parole partout : dans les tribunaux militaires, la police, chez les militants nazis, l'académie de guerre, les sous-officiers SS, les pompiers, les avocats stagiaires, etc.
Lors d'un voyage à Prague le 30 juin 1939, il dira à un interlocuteur :
« Les Juifs ont une influence capitale dans la culture et l'économie tchèque, c'est pourquoi le but de mon voyage est de dénoncer les dirigeants nationaux responsables de cette inacceptable tolérance. Et nous profiterons pour éliminer les politiciens tchèques encore en place.
Je compte exposer prochainement une idée capitale : un Juif, même après une conversation, garde intactes ses caractéristiques fondamentales. Je tiens donc à inciter mes auditeurs à la plus extrême prudence.[réf. nécessaire] »

## Séjour en France
Diplômé de l'université de Berlin en 1940, ancien journaliste, parlant bien le français, il fait partie de l'unité spéciale qui entre en France clandestinement en juin 1940 aux côtés d'Helmut Knochen. Le 1er août 1940 il est nommé Kommandeur der Sipo und des SD en français : « commandant de la Sipo et du SD » à Bordeaux avec pour objectifs de développer une implantation sur la côte atlantique d'Hendaye à la Loire[pas clair]. Il s'installe sur l'ancien yacht du roi des Belges qui mouille dans le port de Bordeaux, abandonné à la suite de la débâcle. En 1941, la Bretagne est adjointe à sa zone de surveillance. Il charge la police française d'exécuter ses ordres, pour « éviter une mise en avant trop prononcée des services allemands et un retournement contre eux. » Durant les rafles qu'il organise, peu de personnes en réchappent[réf. nécessaire].
- Herbert Hagen établit la liste des 50 otages fusillés le 24 octobre 1941 à Souges camp militaire dans la Gironde.
- En décembre 1941, il fait construire un camp de concentration pour les Juifs de la région de Mérignac. Le 5 mai 1942 il est nommé à Paris auprès de Carl Oberg, le chef de la SS en France. Hagen a organisé des rafles de juifs à Paris.
- Le 5 mai 1942, il devient l'adjoint de Carl Oberg au 57 boulevard Lannes à Paris où il fait office de chef d'état major à la direction du renseignement (section VI) dont les bureaux se situaient au 76 avenue Foch.

Collaborateur d’Eichmann, puis chef de la section anti-juive, il organise les rafles à Bordeaux puis à Paris.
- Le 12 juin 1942 :

« 70 000 Juifs se cachent à Paris. Il faut déployer les forces nécessaires pour nettoyer la capitale. Les personnes prises dans les rafles seront déportées à l'est au plus tard le 15 juillet. »[réf. nécessaire]
- En août 1943, il a pour objectif la dénaturalisation des Juifs dans le but de pouvoir mieux les déporter. Laval rechigne et Hagen s'insurge.

« Le SS-Brigadeführer Oberg exprime la grande surprise que le gouvernement français n'a toujours pas abandonné son point de vue “sentimental” dans la question juive.»[réf. nécessaire]
Il dira plus tard à un diplomate : « Nos différends ont les plus déplorables résultats. Par votre faute, nous ne parviendrons jamais à résoudre la question juive en France. »[réf. nécessaire]
Fernand de Brinon écrira dans ses mémoires quelque temps avant sa mort : « Oberg était un gros Prussien au crâne rasé ne connaissant rien de la France, ni de notre mentalité, ne parlant pas notre langue et tout à fait dominé par un jeune officier SS, le major Hagen. Celui-ci avait l'avantage de bien s'exprimer en français mais le déplorable inconvénient de nous détester et de nourrir contre nous une vigilante rancune. Il entretenait des agents de renseignements et occupait en quelque sorte la place d'un chef d'état-major très puissant auprès du général Oberg. »[réf. nécessaire]

## Fin de la guerre en Carinthie
En septembre 1944, les troupes allemandes abandonnent une grande partie du territoire français et Hagen est affecté en Carinthie, auprès de Erwin Rösener, Höhere SS- und Polizeiführer en pays alpin. Au sein d’une unité dont la mission est de lutter contre les partisans yougoslaves, il dirige l’Einsatzgruppe Itlis chargé d’une opération 1005 (élimination des traces des meurtres de masse).
À la fin de la guerre, il sert à l'état-major du groupe d'armées Sud.

## Après guerre
Le 13 mai 1945, Hagen est arrêté par les Britanniques qui l’incarcèrent dans divers camps de prisonniers, d’abord en Italie puis, à partir du mai 1946, au sud de Hambourg. En novembre 1946, l'armée britannique le met à la disposition de la mission militaire de coopération des Forces françaises en Allemagne et un an plus tard il revient dans un camp britannique. Au cours des interrogatoires qu'il subit, il dissimule soigneusement son activité au SD et indique qu'il aurait été affecté au RSHA, bureau VI (SD-Ausland), dans l’unité Vorderer Orient (chargée de suivre les questions orientales).
Néanmoins, en France le 18 mars 1955, il est condamné par contumace aux travaux forcés à perpétuité par le tribunal permanent des forces armées de Paris, pour avoir directement participé à la déportation des Juifs de France.
Hagen parvient à échapper à la justice française en restant sur le territoire allemand. En 1964, il est directeur commercial d’IND-APP Industrieapparatebau GmbH, une société de construction d'appareils électriques, située à Anröchte en Rhénanie-du-Nord-Westphalie, à environ 50 km à l'est de Dortmund. Il habite, près de son lieu de travail, à Warstein Wilhelmstrasse 32.
En 1979, Herbert Hagen, Kurt Lischka et Ernst Heinrichsohn sont les trois protagonistes du procès de Cologne. En février 1980, toujours pour le motif de sa participation à la déportation de plus de 70 000 Juifs de France vers les camps de la mort, parmi lesquels 35 000 ont été gazés, Hagen est condamné à 12 ans de détention et incarcéré à la prison de Hamm. Il en sort en 1985, 5 ans après.
À un journaliste qui l'interroge, il déclare :
« Je n'ai fait que mon devoir, Monsieur, j'agissais conformément à la légalité qui était en vigueur à l'époque. »